# NGC 2966
NGC 2966 (другие обозначения — UGC 5181, IRAS09395+0454, MCG 1-25-13, ZWG 35.33, MK 708, NPM1G +04.0213, PGC 27734) — спиральная галактика в созвездии Секстанта. Открыта Эдуардом Стефаном в 1884 году.
Этот объект входит в число перечисленных в оригинальной редакции «Нового общего каталога».
В галактике наблюдается излучение в среднем инфракрасном диапазоне в области, вытянутой на запад, с резко выделенным ядром, где спектральная плотность потока излучения составляет 20 мЯн. В протяжённом источнике излучается 90 % света в инфракрасном диапазоне, а излучение в ядре вызвано активным звездообразованием.
В галактике вспыхнула сверхновая SN 2011in типа II, её пиковая видимая звездная величина составила 16,1.
Галактика NGC 2966 входит в состав группы галактик NGC 2962. Помимо NGC 2966 в группу также входят NGC 2962 и UGC 5107.